# Checkpoint Alpha
Pour les articles homonymes, voir Checkpoint.
Checkpoint Alpha (appelé en allemand : Grenzübergang Helmstedt-Marienborn c'est-à-dire « Point de contrôle Helmstedt-Marienborn », ou tout simplement : Grenzübergangsstelle Marienborn (GÜSt) soit « poste frontière de Marienborn ») était l'un des points de contrôle qui, lors de la guerre froide permettait de franchir la frontière intérieure allemande entre les localités de Helmstedt en Basse-Saxe (RFA) et Marienborn en Saxe-Anhalt (RDA), sur le tracé autoroutier de la Bundesautobahn 2 et de la ligne de chemin de fer allant de Brunswick à Magdebourg. 

## Historique

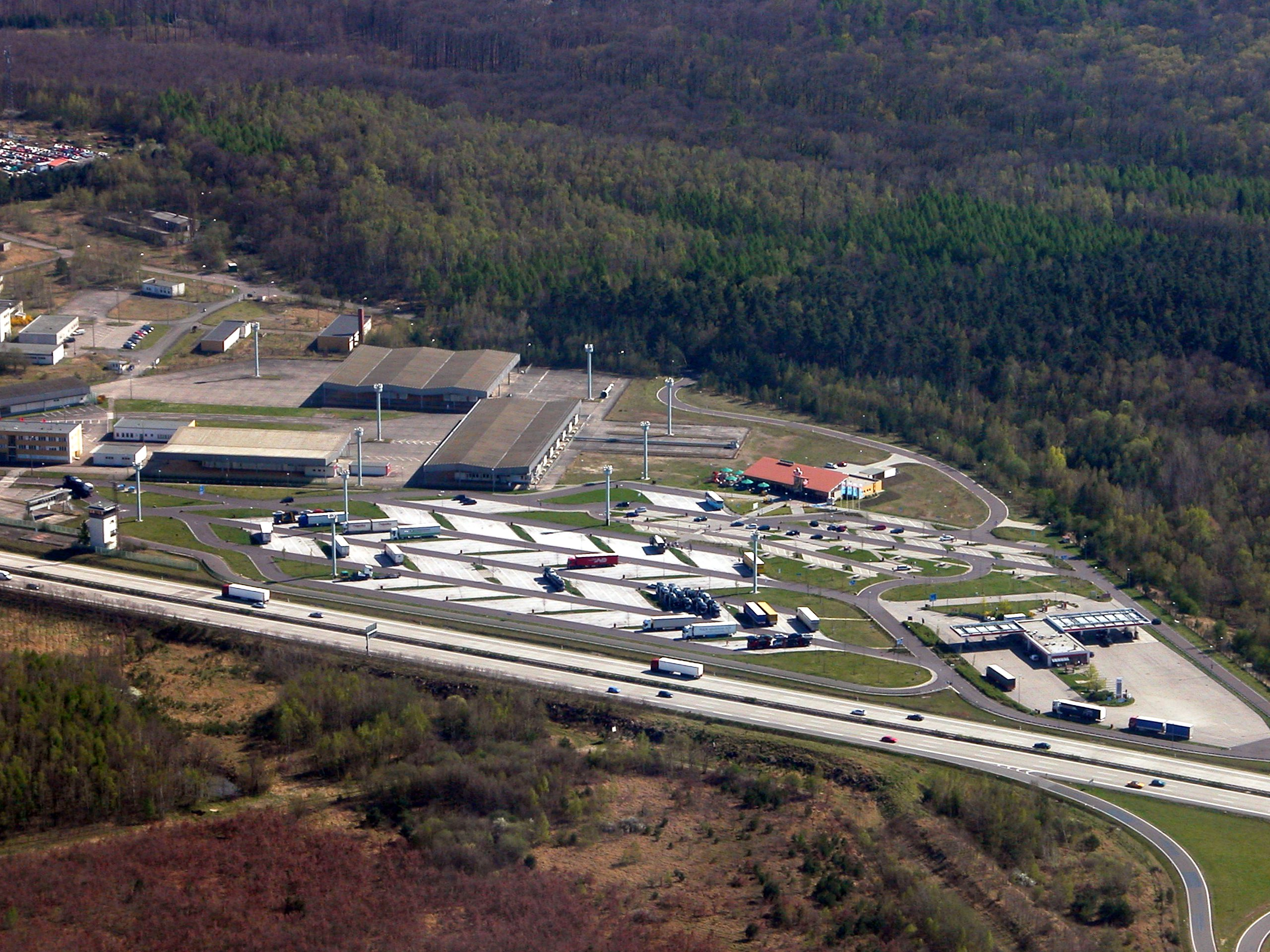
Le poste de contrôle de Marienborn (RDA) en 2007

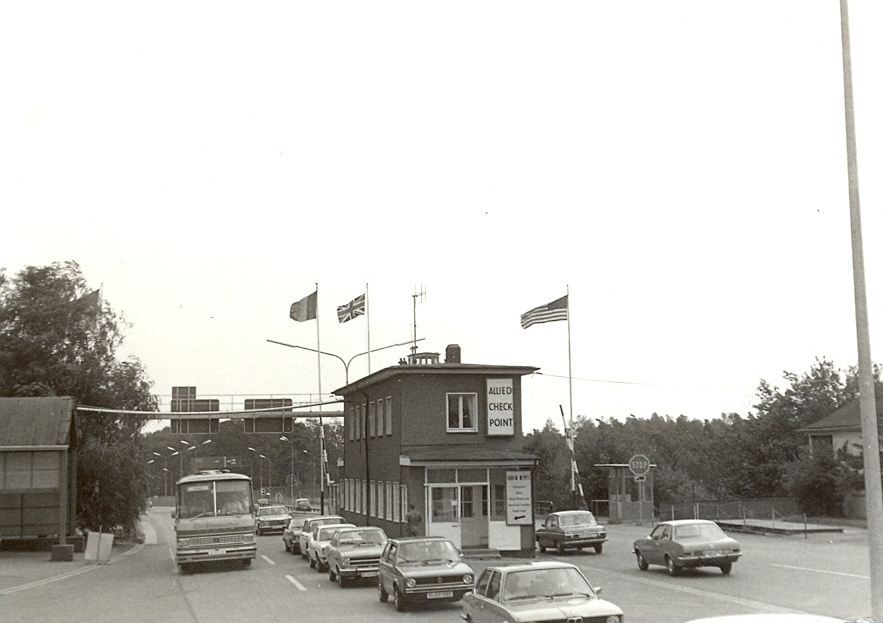
Le poste de contrôle de Helmstedt (RFA) en 1976

Après l'effondrement du Troisième Reich en 1945, l'Allemagne est devenue un pays occupé. Les quatre zones d'occupation qui se répartirent sur le territoire allemand, y compris sur sa capitale Berlin, se regroupent bientôt en deux blocs antagonistes : l'Est sous occupation soviétique devient la République démocratique allemande (RDA), tandis que l'Ouest sous occupation britannique, française et américaine se constitue en République fédérale d'Allemagne (RFA).
Les différents « points de contrôle » (Checkpoint en anglais) établis entre les zones occidentales et orientales ont reçu les noms de code :
- Alpha ;
- Bravo : entre Drewitz (Brandebourg, RDA) et le quartier de Nikolassee (Berlin-Ouest, RFA) ;
- Charlie : entre Berlin-Ouest (RFA) et Berlin-Est (RDA), sur la Friedrichstraße.

« Checkpoint Alpha » fut créé le 1er juillet 1945 entre les zones d'occupation britannique (Helmstedt) et soviétique (Marienborn), et était destiné à contrôler le trafic tant autoroutier que ferroviaire. À l'origine, les baraquements destinés à loger les militaires chargés du contrôle étaient construits en bois et se trouvaient sur la ligne de démarcation séparant les deux zones.
Très vite, ce checkpoint prendra de l'importance du fait qu'il était, pour les occidentaux, le point de contrôle autoroutier et ferroviaire le plus proche de Berlin-Ouest, situé à quelque 170 km de cette ville. 
À partir de 1950, la Grenzpolizei (police des frontières) est-allemande (devenue plus tard Grenztruppen der DDR) procéda au contrôle de la frontière un peu plus à l'est du poste de contrôle initial, à l'exception de l'armée soviétique, qui escortait le trafic militaire allié en provenance et à destination de Berlin-Ouest. En raison de la montée de la tension entre les Alliés occidentaux et l'Union soviétique pendant la Guerre froide, la frontière a pris un essor important et la sécurité a été augmentée au cours des années suivantes. Toutefois, le point de contrôle originel a finalement été considéré trop dangereux pour fonctionner efficacement.
Entre 1972 et 1974, la RDA construit un nouveau portail de contrôle sur un terrain de 35 hectares situé sur une colline près de Marienborn, à environ 1,5 km à l'est de la frontière. Cette nouvelle installation permit d'assurer la vérification de 1 000 passeports et d'effectuer les procédures douanières, ainsi que de loger les employés de la police des frontières. Les bâtiments ont été reliés à un système de tunnels souterrains à travers lesquels les unités militaires ou de police pouvaient atteindre le portail de manière rapide et discrète.
Les Alliés occidentaux gardèrent le contrôle de leur poste à l'ouest de la frontière, avec des petites garnisons de troupes françaises, britanniques et américaines stationnées à Helmstedt. La Bundesgrenzschutz (force frontalière d'Allemagne de l'Ouest) prit le contrôle du dispositif nettement plus faible par rapport à Marienborn.
Les contrôles restrictifs en Allemagne de l'Est et la quantité sans cesse croissante du trafic entraîna dès lors une forte augmentation du temps d'attente sur le côté ouest-allemand. Par conséquent, le gouvernement de la RFA fit construire des parkings et aires de repos sur leur territoire à l'approche de Helmstedt.
Les contrôles aux frontières furent assouplis après l'évolution politique en RDA à la fin de 1989. Le checkpoint a été démantelé le 30 juin 1990 à minuit, soit exactement 45 ans après sa première ouverture. Les anciens bâtiments du poste de Marienborn ont été classés en octobre 1990.
Cependant, les infrastructures de Marienborn destinées autrefois au contrôle du passage vers l'Ouest ont été démolies lorsque l'autoroute a été élargie pour être portée à six voies. D'anciens bâtiments de contrôle est-allemands ont été classés depuis octobre 1990, d'autres ont été démolis. Une aire de repos avec un motel a été également construite sur la partie restante de la zone de contrôle est-allemande.
Un mémorial, le Deutsche Gedenkstätte Teilung Marienborn (« Mémorial de la division allemande de Marienborn »), géré par le Land de Saxe-Anhalt a été inauguré le 13 août 1996. Il présente des expositions et des visites guidées. Le site du monument est accessible par la sortie de la halte routière située à proximité et ne peut être atteint qu'à pied.